# فولکس‌واگن چین
فولکس‌واگن چین (انگلیسی: Volkswagen Group China) شرکت خودروسازی چینی است، که در سال ۱۹۸۵ تأسیس شد.